# マルキオン
マルキオン（Marcion 100年？-160年?）は2世紀のローマで活躍した小アジア（現トルコ）のシノペ出身のキリスト教徒。シノペのマルキオン（ギリシア語: Μαρκίων Σινώπης）とも呼ばれる。
聖書の「正典」という概念を初めて打ち出し、自らの基準に従って独自の「聖書正典」を作り上げた。マルキオンの思想にはパウロへの強い傾倒とグノーシス主義の影響が見られる。彼は教会によって異端とされたが、その思想を支持する人々はローマでマルキオン派という自分たちの教会を結成し、その後数世紀に渡って存続した（エジプト、メソポタミア、アルメニアにまで広まったという）。

## 生涯と思想
マルキオンは小アジアの黒海沿岸のポントス付近の都市シノペの出身であるとされ、職業は船主であったという。司教であった父と対立して出奔、小アジア各地を経てローマに至った。ローマの教会に私財を寄付して受け入れられたがやがて対立、その思想が正統なものでないと判断され、144年の教会会議で破門された。このためマルキオンはローマで独自の教会を設立するに至った。彼の創設した教会はマルキオン派とよばれ、初めローマで盛んになり、後に各地へ分散して長く存続することになった。
マルキオンは異端とされたために教会による焚書が行われ、著書は現存していない。しかしマルキオンの思想は彼を反駁した神学者たちの資料から逆に推測することが可能である。マルキオンに反駁した神学者としては、ユスティノス、エイレナイオス、テルトゥリアヌス、オリゲネスなどがあげられる。マルキオンの思想を知るために特に重要なのはテルトゥリアヌスの著作『マルキオン反駁』である。
反駁者たちの文章から推測されるマルキオンの思想は次のようなものである。まず、イエスはユダヤ教の待ち望んだメシアではなく、まことの神によって派遣されたものである。ユダヤ教の期待するメシア像は政治的リーダーで異邦人を打ち破るという要素が組み込まれていたことがマルキオンには誤りと思えたのだ。また、神が人間のように苦しむはずがないとして、イエスの人間性を否定した。このようにイエスの人間性を単にそのように見えただけだとする考え方を仮現説（ドケティスム）という。
同時に彼は旧約の神（世界を創造した神・律法神）は、怒りの神、嫉妬する神、不完全な神であり、旧約の神がつくった世界は苦しみにみちた世界であると考えた。一方、イエスの示した神は、旧約の神とは異なるまことの神、いつくしみの神であると唱えている。
このことから、マルキオンはキリスト教徒にとって旧約聖書は必要ないと考え、自分たちのグループのために本当に必要な文書のみを選択しようとした。これがキリスト教の歴史における最初の正典編纂作業である。マルキオンは福音書の中でルカによる福音書のみを選択し、新約聖書の諸文書の中から特にパウロの手紙を重視している。マルキオン正典は以下のような文書を含んでいた。ちなみにどちらもオリジナルをそのまま採用したのではなく、マルキオンの手によって削除されたものもあった。マルキオンは、イエスが真の神の子ならば人間としての肉体を持たず人間から生まれるはずもないとして、イエスは天から降下してきたのだと考えた（処女懐胎の否定）。
1. ルカによる福音書
2. パウロの手紙（テモテへの二つの手紙とテトスへの手紙を除く。但し、これらをマルキオンが知らなかった可能性がある）

このようなマルキオンによる正典の編集への反動として、2世紀以降キリスト教内でも新約聖書の正典編纂の動きが推し進められることになった。
また、マルキオンにはグノーシス主義的な傾きが見られる。マルキオンの思想に見られるように物質の世界を悪とし、それとは別の霊的世界を想定する二元論は、グノーシス主義の特徴を示しており、マルキオン自身がグノーシス主義に含めて考えられることが多い。ただし、キリスト教グノーシス主義諸派の特徴として、創世記の独自な解釈や、啓示に導かれて様々な福音書等を創作する点が挙げられるが、マルキオンは逆であり正典を極端に限定して捉えている。また、認識（グノーシス）ではなく信仰を重視している。このため、グノーシス主義とは区別して考えるべきとする研究者もいる。
マルキオンに関する著作としては、神学者アドルフ・フォン・ハルナックが1921年（第2版1924年）に出版した『マルキオン：異邦の神の福音』(Marcion: das Evangelium vom fremden Gott)が今日でも基本文献である。

## 関連文献
- ウィリストン・ウォーカー『キリスト教史』ヨルダン社、1984年
- D･A･v･ハルナック、山田保雄･訳『教義史綱要』、1997年